# Flughafen Haifa

i7
i11
i13
Der Flughafen Haifa (hebräisch נְמֵל הַתְּעוּפָה חֵיפָה עַל שֵׁם אוּרִי מִיכָאֵל Nəmel ha-Təʿūfah Chejfa ʿal Schem Ūrī Mīchaʾelī, englisch Haifa Airport; IATA-Code: HFA, ICAO-Code: LLHA) ist ein kleiner internationaler Flughafen in der Hafenstadt Haifa in Nordisrael und liegt direkt an der Bucht von Haifa des Mittelmeers.
Er ist nach dem palästinensischen Flugpioniers Uri Michaeli benannt.

## Geschichte

### Britisches Mandat

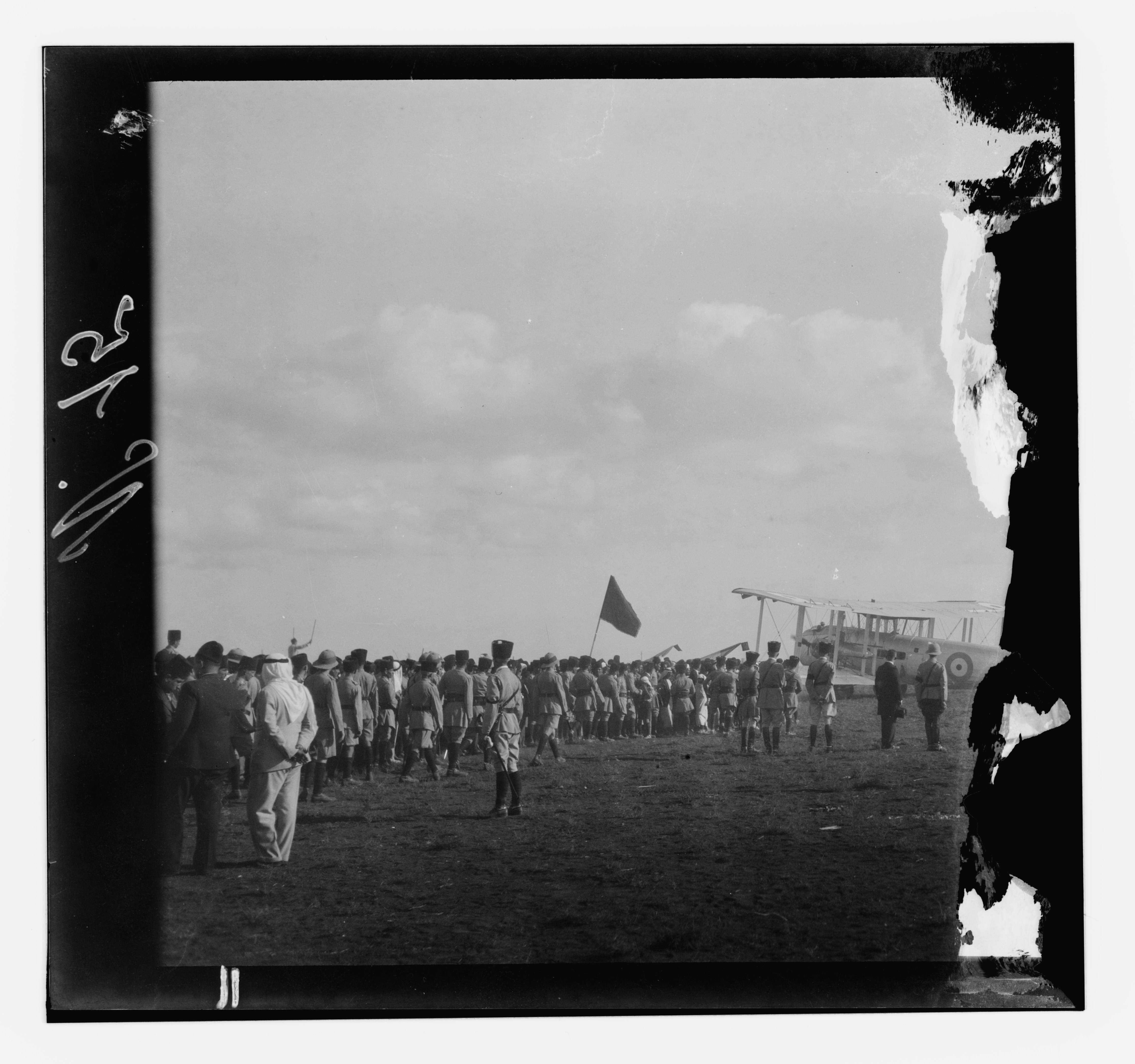
Letztes Geleit mit Sarg Faisals I. unter gesenkten Fahnen erreicht den Flieger nach Baghdad, 1933

Der Flugverkehr nach Haifa begann 1931, als die Imperial Airways mit Wasserflugzeugen vom Typ Short S.17 aus der Bucht von Haifa nach Alexandria und Athen flogen, wie ab 1932 auch via See Genezareth, wo es ab Samach dann per Handley Page H.P.42 weiterging nach Baghdad und Karatschi. Am 14. September 1933 startete auf einer Grasbahn am Rande Haifas ein Flugzeug nach Baghdad, um die sterblichen Überreste des in Bern verstorbenen irakischen Königs Faisal I. zu überführen, die am Morgen an Bord der HMS Despatch den Hafen von Haifa erreicht hatten.
Die britische Mandatsverwaltung in Palästina erbaute 1934 den Flughafen, der militärischem sowie zivilem Flugverkehr diente. Mit seiner Eröffnung gründete Pinchas Ruthenberg die Palestine Airways. Ab 1936 bediente die Misr Airwork von Haifa aus Beirut und Britisch-Zypern. Ab April 1937 flog Ala Littoria regulär Wasserflugzeuge vom Typ Savoia-Marchetti S.66 via die italienische Ägäis-Insel Castelrosso zwecks Zwischenwasserung nach Athen, nach Brindisi und Triest.
Im August des gleichen Jahres nahmen auch die Palestine Air Transport (Markenname der Palestine Airways) mit Flugzeugen vom Typ Short S.16 Dienste von und nach Haifa auf, zunächst bedienten Inlandsflüge den Flughafen Lydda (später Ben Gurion) und ab September 1938 den Flughafen Sde-Dov (Tel Aviv). Erste Auslandsverbindung der Palestine Air Transport war ab dieser Zeit die Strecke Beirut–Haifa. Bis 1938 vereinigte der Flughafen Haifa auf sich schon ein Drittel allen internationalen Flugverkehrs nach Mandats-Palästina.

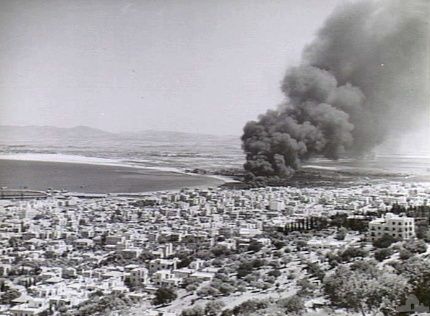
Brennende Ölanlagen Haifas nach einem italienischen Luftangriff im September 1940 verdecken den Flughafen

Im Juni 1940 begann das faschistische Königreich Italien mit seinem Luftwaffenkommando Ägäis Luftangriffe auf Haifa. Das Magazin Time berichtete in seiner Wochenausgabe vom 29. Juli 1940, dass in der Vorwoche zehn Savoia-Marchetti SM.82 die ab 1938 durch Solel Boneh und M. W. Kellogg Co. in Abschnitten fertig gestellten Consolidated Refineries Haifa (600 m südlich vom Flughafen) und das Ölterminal (2,1 km südwestlich vom Flughafen) im Hafen von Haifa bombardiert hatten. Die Ölraffinierung war für fast einen Monat unterbrochen. Der Flughafen stellte daher von 1940 an den Linienverkehr ein. Nach dem Militärputsch im Irak 1941 stellte die deutsche Luftwaffe den Sonderstab F auf und transferierte im Mai des Jahres 20 deutsche und zwölf italienische Kampfflugzeuge über die französischen Mandatsgebiete Syrien und Libanon ins Königreich Irak. Bis 1944 diente der Flughafen Haifa allein als Stützpunkt der Royal Air Force.
Mit dem Einsatzbedarf der Luftwaffen der Achsenmächte an neue Fronten, die die Alliierten eröffnet hatten, bestand 1944 für Haifa keine akute Gefahr italienischer und deutscher Luftangriffe mehr. So bediente die 1936 von Dov Hoz gegründete Aviron - Palestine Aviation Company ab 1944 die Inlandslinie Lydda–Haifa wieder, und zwar viermal die Woche. Mit ihren Flugzeugen (1 Dragon Rapide, 2 RWD-13 und 1 RWD-15) flog die Aviron bald auch nach Nikosia und London.

### Palästinakrieg
Der Beschluss der UNO vom 29. November 1947, im Mai 1948 das Mandatsgebiet zu teilen, sah die Gründung eines arabischen und eines jüdischen Staates vor, zu dem auch Haifa gehören sollte. Für den Fall der Gründung eines Staates für Juden – neben einem für nichtjüdische Araber – kündigten die benachbarten Staaten Königreich Ägypten, Königreich Irak, Syrien und Transjordanien – sämtlich Mitglieder der Arabischen Liga – die Invasionen ihrer Streitkräfte an, um die Gründung Israels militärisch zu unterbinden bzw. rückgängig zu machen.
Im Vorlauf des Einmarsches der Streitkräfte arabischer Nachbarstaaten mühten sich die Kontrahenten im Lande – einerseits antizionistische überwiegend nichtjüdische und zionistische überwiegend jüdische Palästinenser andererseits – darum, auch mit Gewalt Positionen und Posten einzunehmen bzw. zu halten, die im bevorstehenden Krieg strategisch wichtig erschienen, was sich zum Bürgerkrieg zwischen arabischen und jüdischen Palästinensern auswuchs. Mit dem Waffenstillstand in Haifa am 22. April 1948 ergaben sich die arabischen Kämpfer in Haifa der Haganah und der Flughafen Haifa blieb in Betrieb.
Als im Zuge des Bürgerkriegs antizionistische arabische Kräfte den Flughafen Lydda (später Ben Gurion) am 26. April 1948 einnahmen, verlagerte sich der Luftverkehr für den Jischuv zum Flughafen Haifa und zur RAF Airbase Ein Schemer, ehemals größte britische Luftwaffenbasis im Lande. Am 28. April 1948 stellte die British Overseas Airways Corporation die Flüge nach Lydda ein.

### Staat Israel
Nach der Staatsgründung am 14. Mai 1948 übernahm die Israelische Luftwaffe (IAF) den Flughafen Haifa als Militärflughafen. Ab 1948 begann Cyprus Airways wieder mit ersten regulären Linienflügen nach Britisch-Zypern, 1958 folgte Arkia, Israir ab 1996, Aeroel seit 1998. Danach folgten Royal Wings (Jordanien) und Scorpio (Ägypten) als weitere Gesellschaften im Flugbetrieb.
Durch den Ausbau des Flughafens 1998 nahm der Flugverkehr weiter zu. 2001 wollte der israelische Minister Silvan Shalom die Landebahn von 1300 auf 2400 Meter Länge verlängern, weitere Terminals errichten und Haifa so zu einem Großflughafen ausbauen. Seit 2014 gibt es zusätzlich Überlegungen, den etwa 20 Kilometer südöstlich gelegenen Militärflugplatz Ramat David zu einem dritten internationalen Großflughafen auszubauen – neben dem Flughafen Ben Gurion bei Tel Aviv-Jaffa und dem Flughafen Ramon bei Eilat.
Am 24. Juli 2012 wurden die Aufgaben des Flugbetriebs von der Israelischen Luftwaffe an zivile Betreiber übergeben, die den Betrieb ausweiten wollten. Die IAF betreibt dort nur noch eine Techniker-Schule.
Im Juni 2023 erfolgte nach vierjähriger Unterbrechung erstmals wieder ein Linienflug. Universal Air verbindet Haifa täglich mit Paphos und Larnaka. Für die noch immer rund 1300 Meter kurze Landebahn setzt Universal ihre dafür geeigneten De Havilland DHC-8-100 ein.

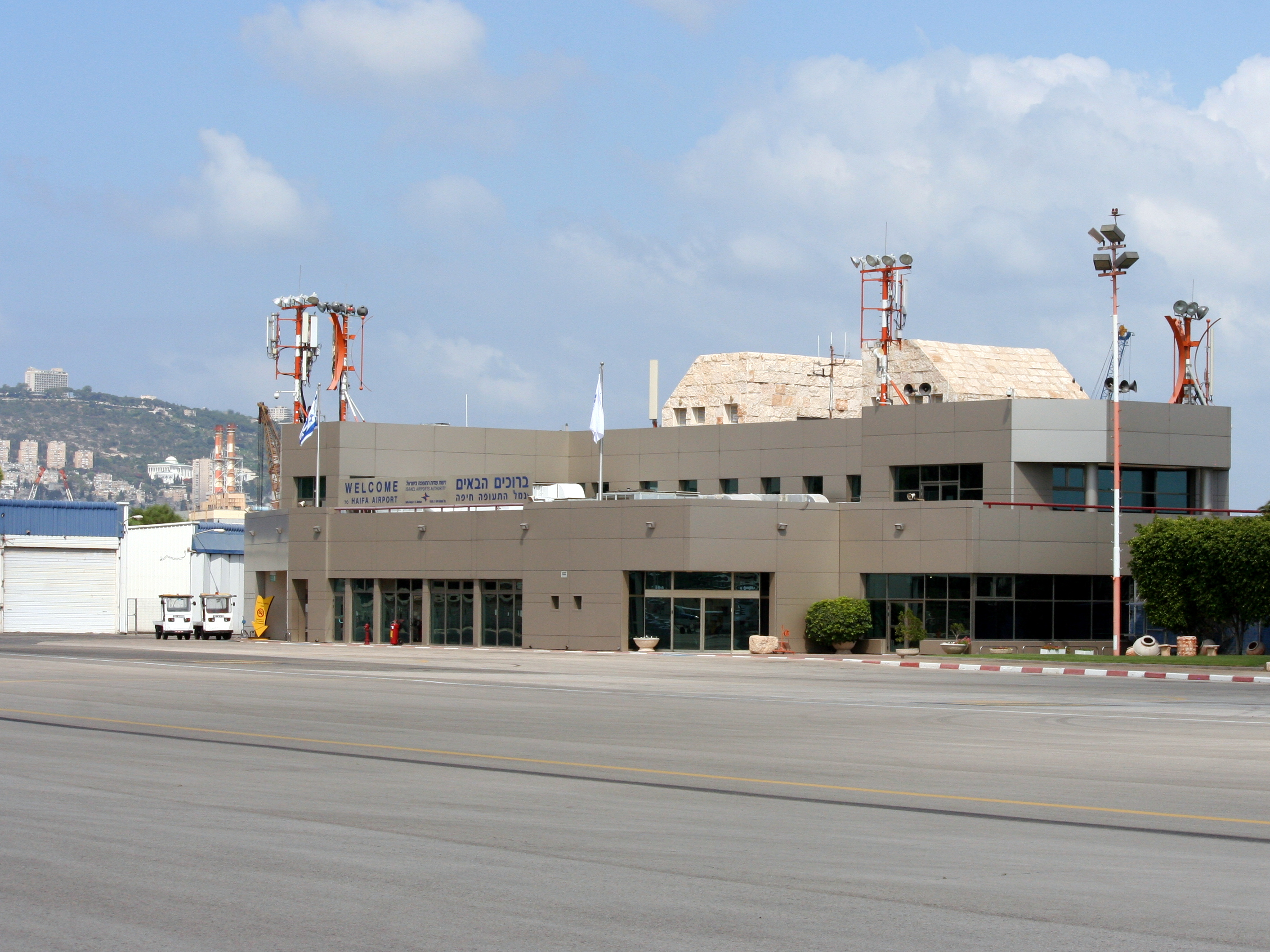
Das 1998 errichtete neue Terminal des Flughafens Haifa
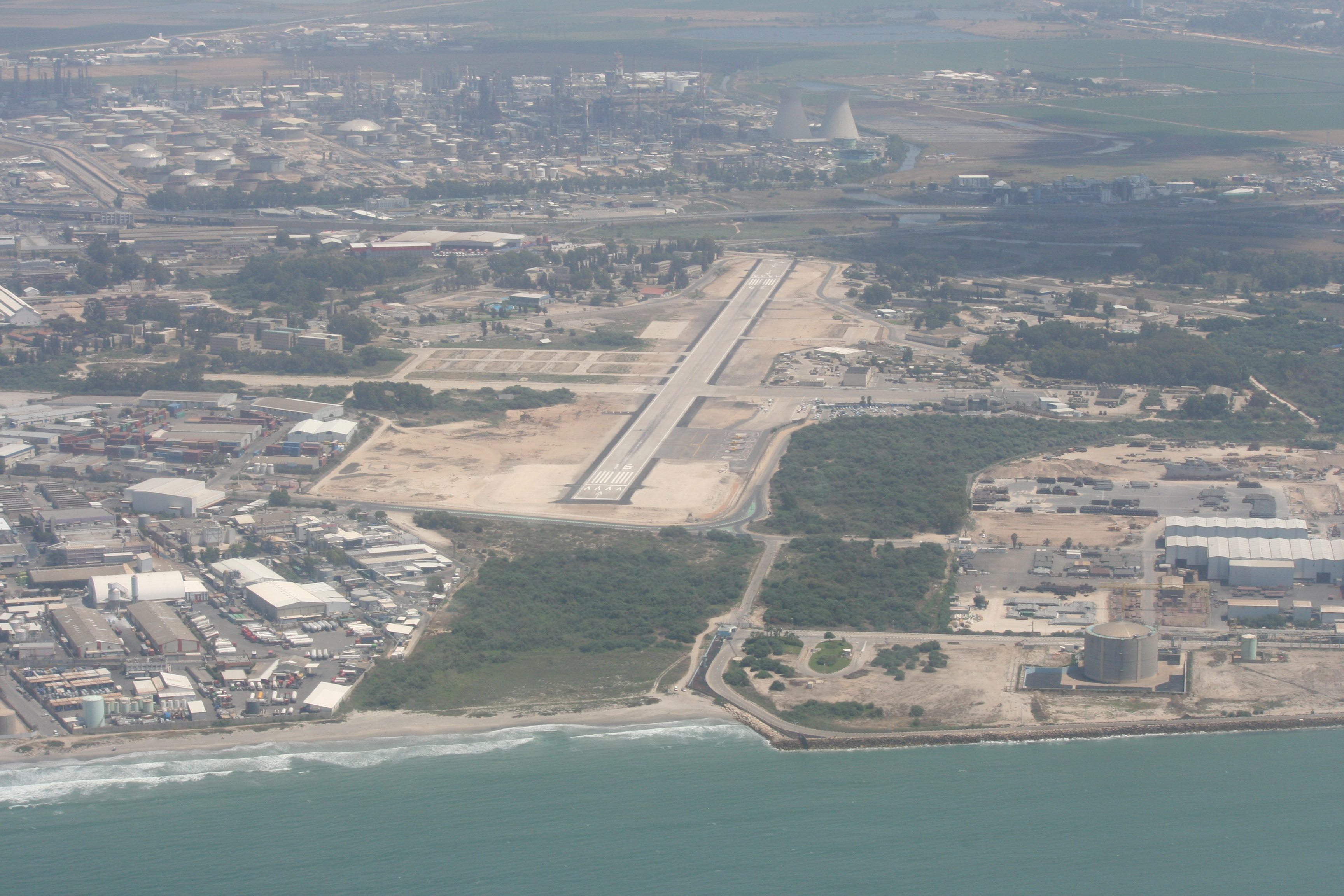
Der Flughafen Haifa 2013 vom Meer aus – noch ohne den neuen Container-Hafen davor
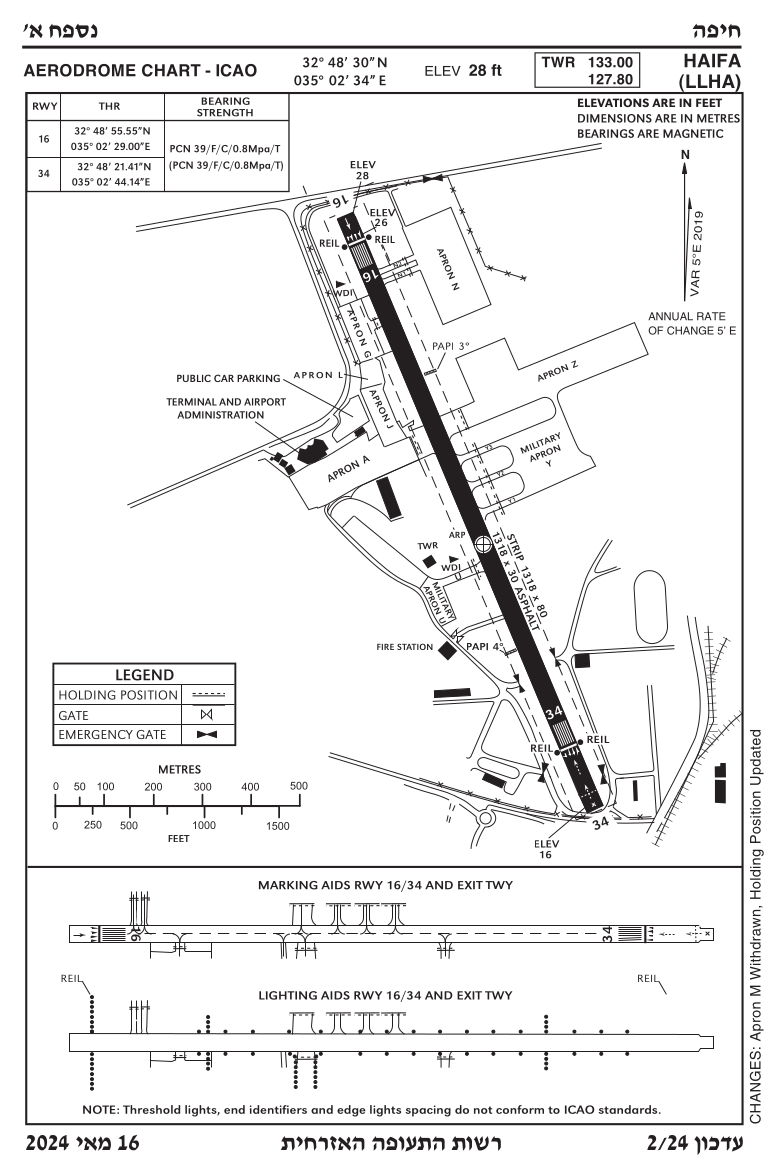
Lageplan und Bereiche des Flughafens Haifa